# Daniela Schultz-Lampel
Daniela Schultz-Lampel (geboren am 20. März 1960 in Karlsruhe) ist eine deutsche Medizinerin, Wissenschaftlerin und Fachautorin. Sie ist Professorin der Universität Witten/Herdecke und leitet das Kontinenzzentrum des Schwarzwald-Baar Klinikums in Villingen-Schwenningen. Schultz-Lampel ist Mitbegründerin der Arbeitsgemeinschaft Ärztinnen und Wissenschaftlerinnen in der Urologie der Deutschen Gesellschaft für Urologie und Herausgeberin des Fachbuchs Urodynamik, das im Jahr 2022 in der vierten Auflage erschien und als eines der Standardwerke in der Urologie gilt.

## Werdegang
Schultz-Lampel studierte ab 1978 Medizin an der Universität des Saarlandes in Homburg, wo sie am 16. Oktober 1984 ihr Staatsexamen ablegte. Am 25. Oktober 1984 wurde sie durch den saarländischen Minister für Arbeit, Gesundheit und Sozialordnung approbiert. Von 1984 bis 1988 war Schultz-Lampel unter Karl Friedrich Albrecht, dann unter Joachim Wilhelm Thüroff als Assistenzärztin an der Klinik für Urologie und Kinderurologie am Klinikum Barmen in Wuppertal tätig. Im Januar 1986 wurde Schultz-Lampel zum Doktor der Medizin promoviert. Ihre Dissertation zum Thema „Messung pulmonaler Ventilationsstörungen mittels 81-Krypton-Inhalationsszintigraphie und Blutgasanalysen bei mukoviszidosekranken Kindern“ wurde vom Homburger Kinderarzt Friedrich-Carl Sitzmann (1935–2009) betreut und wurde mit „cum laude“ bewertet. Im November 1989 wechselte Schultz-Lampel für ein Jahr an die Klinik für Chirurgie des Klinikum Barmen und kam dann im November 1989 zurück an die Klinik für Urologie und Kinderurologie. Hier erhielt sie am 15. Februar ihre Facharztanerkennung durch die Ärztekammer Nordrhein. Ab Jahr 1990 war sie dort als Oberärztin tätig. Am 26. Februar 1996 erhielt sie die Facharztanerkennung im Fach Spezielle Urologische Chirurgie. Von März bis August 2000 war Schultz-Lampel Leitende Oberärztin an der Wuppertaler Klinik, dann wechselte sie nach Villingen-Schwenningen, wo sie im Oktober desselben Jahres die Ärztliche Leitung des Kontinenzzentrums Südwest übernahm.
Schultz-Lampel habilitierte sich im Jahr 1997 zum Thema „Neurophysiologische Grundlagen und klinische Anwendung der sakralen Neuromodulation zur Therapie von Blasenfunktionsstörungen“ an der Universität Witten-Herdecke. Seit dem 1. Oktober 2004 steht sie dem Kontinenzzentrum am Schwarzwald-Baar Klinikum als Direktorin vor. Im März desselben Jahres wurde Schultz-Lampel von der Universität Witten/Herdecke zur außerplanmäßigen Professorin ernannt. Im Jahr 2012 erschien das von Schultz-Lampel mitherausgegebene Lehrbuch Urodynamik, das als Standardwerk für die funktionelle Diagnostik des Harntraktes gilt. Eine vierte Ausgabe erschien im Jahr 2022.

### Schwerpunkte
Schultz-Lampel ist spezialisiert auf die gynäkologische Urologie und die Kinderurologie, insbesondere die Harninkontinenz.  Ihre Forschungsschwerpunkte liegen unter anderem auf der konservativen Therapie der Harninkontinenz, beispielsweise durch Elektrostimulation oder Magnetstuhl, sowie der Enuresis und der interstitiellen Zystitis.

## Engagement
Schultz-Lampel ist aktives Mitglied der Deutschen Gesellschaft für Urologie (DGU), in der sie mehrere Funktionen innehat. So ist sie Vorsitzende des Arbeitskreises Urologische Funktionsdiagnostik und Urologie der Frau, gehört der Steuerungsgruppe der AG Ärztinnen und Wissenschaftlerinnen in der Urologie an und vertritt das Ressort Wissenschaft und Praxis im Vorstand der DGU. Zudem ist Schultz-Lampel Mitglied des Forum Urodynamicum, das interdisziplinäre urologische Forschungsprojekte fördert und gehört dem Expertenrat der Deutschen Kontinenzgesellschaft an, in dem sie gemeinsam mit Ricarda Bauer den Fachbereich Urologie vertritt.